# پرمیشلیانی
پرمیشلیانی (به انگلیسی: Peremyshliany) نام شهری واقع در استان لویو اوکراین است.